# Tadeusz Janczar
Tadeusz Janczar (Warschau, 14 juli 1928 – aldaar, 31 oktober 1997) was een Pools film- en toneelacteur. Zijn bekendste rollen speelde hij in de films Pokolenie en Kanał, beide van regisseur Andrzej Wajda. Laatstgenoemde film won uiteindelijk de Prix du jury van het Filmfestival van Cannes 1957. Verder speelde hij in 24 andere films in de periode 1952 tot 1983.

## Filmografie (selectie)
- Piątka z ulicy Barskiej (1954)
- Pokolenie (1955)
- Kanał (1957)
- Pożegnania (1958)
- Zezowate szczęście (1960)
- Znaki na drodze (1970)
- Krajobraz po bitwie (1970)